# Wu Rongrong
Wu Rongrong est une militante chinoise pour l'égalité des sexes. Elle acquiert une notoriété internationale après avoir été arrêtée et détenue 37 jours en 2015 par la police chinoise la veille de la Journée internationale du droit des femmes avec quatre autres militantes, pour avoir protesté contre le harcèlement sexuel dans les transports publics. En septembre 2017, elle réussit à rejoindre Hong Kong pour y suivre des études et ce malgré l'opposition initiale des autorités chinoises. 

## Biographie
Wu Rongrong est née en 1985, elle a fondé en 2014 le Weizhiming Women’s Center de Hangzhou, à côté de Shanghai. Elle suit ses études à Pékin et commence a y travailler. Elle est atteinte d'une hépatite, et devient une militante anti-sida. Elle  rejoint le Beijing Aizhixing Institute, une ONG chinoise à la pointe des luttes contre le VIH. Elle milite aussi  pour les droits des femmes au sein du centre Yirenping de Pékin.
En mars 2015, Wu Rongrong et quatre autres militantes féministes - Wang Man, Zheng Churan, Wei Tingting et Li Tingting - ont été arrêtées alors qu'elles s'apprêtaient à distribuer des affiches et des autocollants contre la violence domestique lors de la Journée internationale de la femme le 8 mars. Elles ont été accusées de créer une perturbation et, si elles avaient été reconnues coupables, elles auraient pu être condamnées à trois ans de prison. Cinq autres personnes détenues en même temps ont été libérées plus tôt.
En 2017, Wu Rongrong a préparé son départ de la chine continentale pour rejoindre Hong Kong, territoire chinois semi-autonome, afin d'y suivre un master de droit au sein de l'Université de Hong Kong. Elle a obtenu une bourse d'études, réussi des tests d’anglais et reçu la lettre d’admission de la faculté. Or fin août 2017, sa province d’origine a refusé de lui renouveler son laissez-passer qui lui permet de se déplacer vers Hong Kong. Il lui est interdit de quitter la Chine pendant dix ans, les autorités expliquent qu’elle était concernée par une enquête en cours. Mais finalement les autorités chinoises ont reculé et l'ont autorisé à quitter sa province. Le 21 septembre Wu Rongrong indique : « J’ai reçu mon passeport et mon laissez-passer, demain j’aurai mon visa étudiant. Dimanche, je pars! »,.